# Tidesperrwerk Bremerhaven
Das Tidesperrwerk Bremerhaven ist ein kombiniertes Wasserbauwerk in Bremerhaven. Es dient der Wasserstandsregulierung der Geeste und wird vom bremenports betrieben.
Als Ersatz für die Schiffdorfer Stauschleuse an der Geeste wurde die Anlage 1961/63, zusammen mit dem Sturmflutsperrwerk Kennedybrücke, in Betrieb genommen. Das Bauwerk kombiniert
- ein Tidesperrwerk, das die Gezeiten daran hindert, weiter flussaufwärts zu dringen,
- ein Wehr, das durch seine Stauhaltung einen gleichmäßigen Wasserstand im Marschland sowie für die Schifffahrt auf dem Elbe-Weser-Schifffahrtsweg garantiert, und
- eine Bootsschleuse.

Die Schleusenkammer hat eine Nutzlänge von 33,5 m und eine Nutzbreite von 5,0 m. Sie wird von zwei Hubtoren verschlossen, kann aber nach vorheriger Anmeldung auch als Dockschleuse passiert werden. Neben den festgelegten Betriebszeiten ist die Nutzung zusätzlich von der Höhe der Gezeit abhängig.
Das Tidesperrwerk kann von Fußgängern und Radfahrern überquert werden und verbindet die Stadtteile Lehe und Geestemünde.